# Horace Silver Quintet (Volume 4)
| Recensione | Giudizio |
| ---------- | -------- |
| AllMusic   |          |

Horace Silver Quintet (Volume 4) è il quarto album discografico del pianista jazz statunitense Horace Silver (a nome Horace Silver Quintet), pubblicato dalla casa discografica Blue Note Records nel dicembre del 1955.

## Tracce

### LP
Lato A
1. Hippy – 5:20 (Horace Silver)
2. The Preacher – 4:15 (Horace Silver)

Lato B
1. Hankerin' – 5:15 (Hank Mobley)
2. To Whom It May Concern – 5:07 (Horace Silver)

## Musicisti
- Horace Silver - pianoforte
- Hank Mobley - sassofono tenore
- Kenny Dorham - tromba
- Doug Watkins - contrabbasso
- Art Blakey - batteria

Note aggiuntive
- Alfred Lion - produttore
- Registrazioni effettuate il 6 febbraio 1955 al Van Gelder Studio di Hackensack, New Jersey (Stati Uniti)
- Rudy Van Gelder - ingegnere delle registrazioni
- Francis Wolff - fotografia
- John Hermansader - design copertina album[4]